# Tapis de Yazd
 (juillet 2016).
Le tapis de Yazd est un type de tapis persan. L'artisanat de ce type de tapis n'a commencé qu'il y a quelques années ; après la diminution de la production des étoffes à Yazd, qui était une ville traditionnellement réputée pour la qualité de ses tissus, réalisés par de tout aussi réputés artisans d'origine zoroastrienne.

## Description
Les motifs sont repris des tapis de Kerman, principalement un décor de médaillon central sur fond uni. La technique de travail est aussi la même que celle du Kerman, mais la densité des nœuds est généralement inférieure.